# Ursa-Minor-Zwerggalaxie
Die Ursa-Minor-Zwerggalaxie ist eine elliptische Zwerggalaxie im Sternbild des Kleinen Bären. Sie wurde 1954 von Albert George Wilson am Lowell-Observatorium entdeckt und ist ein Trabant der Milchstraße.

## Eigenschaften
Die Galaxie besteht hauptsächlich aus einer älteren Sternpopulation und zeigt kaum bis gar keine aktuelle Sternentstehung.
Im Jahr 1999 konnten die Astrophysiker Kenneth Mighell und Christopher Burke mit Hilfe des Hubble-Weltraumteleskops zeigen, dass in der Ursa-Minor-Zwerggalaxie nur eine einzige Sternentstehungsphase bis vor etwa 11 Milliarden Jahren stattfand, die etwa 2 Milliarden Jahre lang andauerte.